# همسایه‌ها (فیلم ۲۰۱۲)
همسایه‌ها (انگلیسی: The Neighbors؛‏ کره‌ای: 이웃사람) فیلم دلهره‌آور معمایی محصول سال ۲۰۱۲ کره جنوبی با بازی یونجین کیم در نقش اصلی است. این فیلم بر پایه وب‌تونی با همین نام اثر کانگ فول است و بیش از ۲٫۴۳ میلیون بلیت فروخت و به پرفروش‌ترین فیلم در میان اقتباس‌های سینمایی از آثار کانگ فول تبدیل شد. این فیلم در ۲۳ اوت ۲۰۱۲ منتشر شد.